# Tawejrozaur
Tawejrozaur (Taveirosaurus) – rodzaj dinozaura należącego do rzędu ptasiomiednicznych (Ornithischia). Znany jedynie ze skamieniałości zębów – na tej podstawie uznawany początkowo za przedstawiciela infrarzędu pachycefalozaurów, przypuszczalnie najbliżej spokrewnionego z homalocefalem, jednak w nie był klasyfikowany jako przedstawiciel tej grupy w późniejszych pracach. Żył na terenie dzisiejszej Portugalii (jego nazwa oznacza „jaszczur z Taveiro” – od miejsca znalezienia) w późnej kredzie, 73–69 milionów lat temu. Gatunek typowy rodzaju, Taveirosaurus costai, został opisany w 1991 roku przez Tellesa Antunesa i Denise'a Sigogneau-Russella.